# Liste der Kulturgüter in Pfäfers
Die Liste der Kulturgüter in Pfäfers enthält alle Objekte in der Gemeinde Pfäfers im Kanton St. Gallen, die gemäss der Haager Konvention zum Schutz von Kulturgut bei bewaffneten Konflikten, dem Bundesgesetz vom 20. Juni 2014 über den Schutz der Kulturgüter bei bewaffneten Konflikten sowie der Verordnung vom 29. Oktober 2014 über den Schutz der Kulturgüter bei bewaffneten Konflikten unter Schutz stehen.
Objekte der Kategorien A und B sind vollständig in der Liste enthalten, Objekte der Kategorie C fehlen zurzeit (Stand: 1. Januar 2023).

## Kulturgüter
| Foto | | Objekt                                                                             | Kat. | Typ | Standort                                         | Beschreibung |
| ---- | --- | ---------------------------------------------------------------------------------- | ---- | --- | ------------------------------------------------ | ------------ |
| ja   | Datei hochladen · Wikidata zu Altes Bad mit Kapelle (Q29523915)                                                | Altes Bad mit Kapelle KGS-Nr.: 08222                                               | A    | G   | Bad Pfäfers 213, 214.1 755923 / 204562           |              |
| ja   | Datei hochladen · Wikidata zu Ehemalige Benediktinerabtei (Q323780)                                            | Ehemalige Benediktinerabtei KGS-Nr.: 08223                                         | A    | G   | Kirchweg 1 756965 / 206425                       |              |
| ja   | Datei hochladen · Wikidata zu Drachenloch, paläolithische Wohnhöhle (Q12751188)                                | Drachenloch, paläolithische Wohnhöhle KGS-Nr.: 08224                               | A    | F   | Vättis 750440 / 199060                           |              |
| ja   | Datei hochladen · Wikidata zu Burg Wartenstein (Q1014494)                                                      | Wartenstein, mittelalterliche Burgruine KGS-Nr.: 08225                             | A    | F   | Burgweg 757600 / 206880                          |              |
| BW   | Datei hochladen · Wikidata zu Calfreisental / Alp Sardona / Rothusböden, mittelalterliche Wüstung (Q135524132) | Calfreisental / Alp Sardona / Rothusböden, mittelalterliche Wüstung KGS-Nr.: 01219 | B    | F   | Rathusböden 741160 / 198860                      |              |
| ja   | Datei hochladen · Wikidata zu Kapelle St. Georg (Q29786730)                                                    | Kapelle St. Georg KGS-Nr.: 08226                                                   | B    | G   | Burgweg 175.1 757570 / 206760                    |              |
| ja   | Datei hochladen · Wikidata zu Kapelle St. Margaretha und äbtisches Wohnhaus (Q29786731)                        | Kapelle St. Margaretha und äbtisches Wohnhaus KGS-Nr.: 08227                       | B    | G   | St. Margrethenberg, Sennhaus 1.4 757848 / 204035 |              |
| BW   | Datei hochladen · Wikidata zu Katholische Kirche St. Philipp und Jakob (Q29786734)                             | Katholische Kirche St. Philipp und Jakob KGS-Nr.: 08229                            | B    | G   | Valens, Kirchplatz 1062.1 755380 / 203970        |              |